# Muzeum Michaila Bulgakova (Kyjev)
Muzeum Michaila Bulgakova (ukrajinsky a rusky Музей М. Булгакова) se nachází v Kyjevě. Bylo založeno roku 1989 a jeho základem je budova, ve které autor s rodinou žil.

## Historie
Budova byla postavena v roce 1888 architektem Gardeninem jako obytný dům. Sklep a přízemí jsou zděné, první patro dřevěné, obložené cihlami. Rodina Michaila Bulgakova (1891-1940) v něm žila v letech 1906-1919. Obývala celé první patro, kde byl nejdražší byt v domě. Dnes muzeum vlastní na 3 000 výstavních předmětů, z nich 500 vlastnil Bulgakov nebo rodina.

## Vztah domu a románů Michaila Bulgakova
V románu Bílá garda popisuje Bulgakov osudy rodiny Turbinových za občanské války, na konci roku 1918. Román má řadu autobiografických prvků a popisy domu Turbinových se v řadě detailů shodují s budovou dnešního muzea. Stejně tak lze nalézt předobrazy Turbinových v rodině Michaila Bulgakova. Při prohlídce muzea jsou tyto shody (a naopak autorovy umělecké licence) vysvětlovány.
V domě je též připomenut román Mistr a Markétka, který Bulgakov napsal v Moskvě. Předměty a uspořádání jednotlivých místností jsou uspořádány podle jednotlivých etap autorova života - studenta střední školy, studenta medicíny, lékaře a spisovatele. Repliky dobových předmětů jsou provedeny v bílé barvě, což spolu s osvětlením a reálnými předměty připomínajícími život Bulgakova a členů jeho rodiny vytváří zvláštní prožitek.
Muzeum vlastní knihovnu Bulgakovových děl v různých jazycích včetně češtiny.

## Návštěvní doba
Muzeum je otevřeno šest dnů v týdnu, od 10 do 17 hodin, v pondělí od 12 do 17. Zavírací den je středa.

## Socha a pamětní deska
Pamětní deska Michaila Bulgakova je umístěna na čelní zdi muzea, vedle hlavního vchodu. Autorova socha je vpravo od vchodu. Protože je pomník koncipován jako lavička, na které autor sedí, turisté se zde s oblibou s Bulgakovem fotografují.

## Zajímavost
Virtuální prohlídka muzea je dostupná na webu.

## Galerie

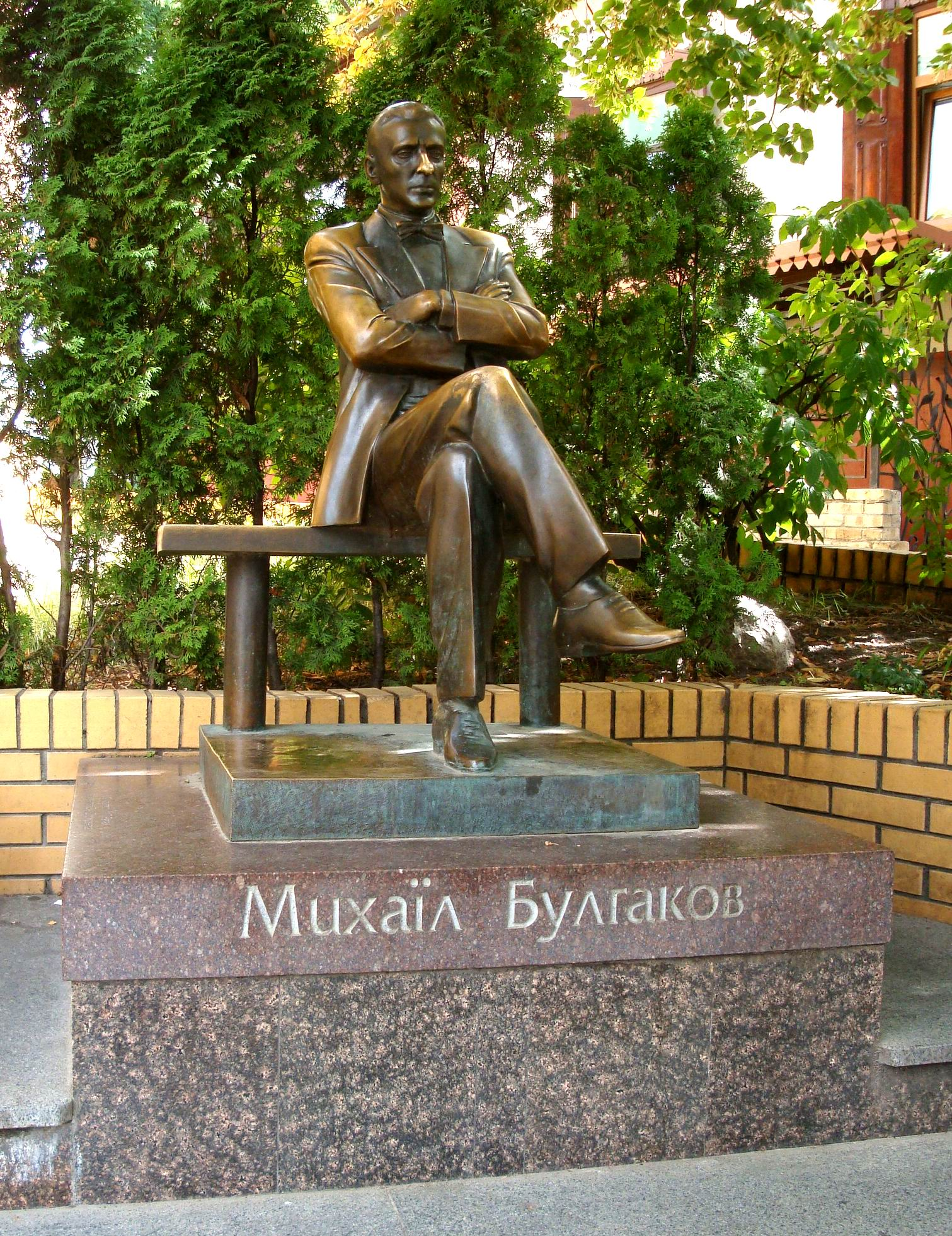
Pomník Michaila Bulgakova, Kyjev
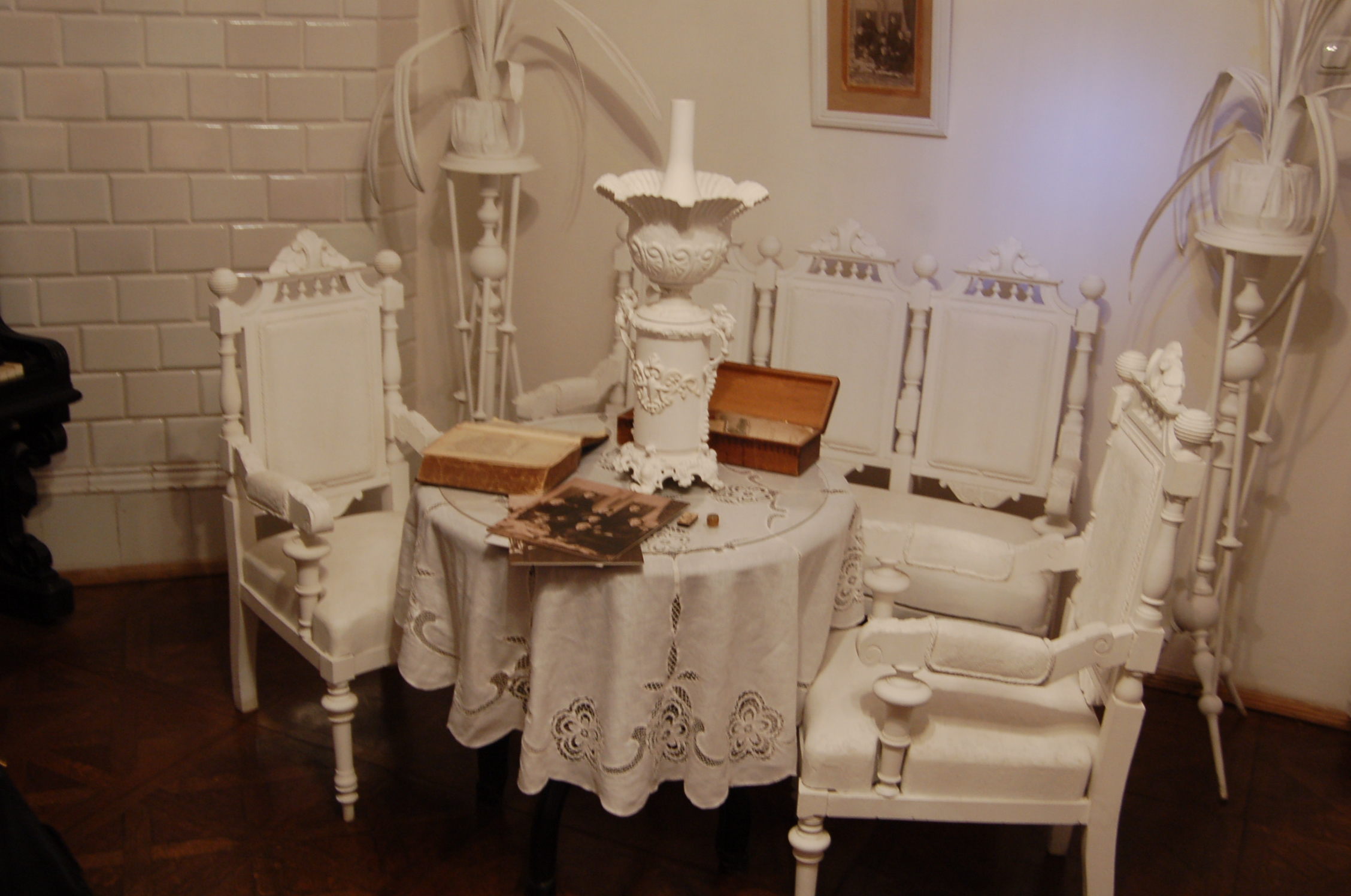
Expozice v muzeu Michaila Bulgakova, Kyjev
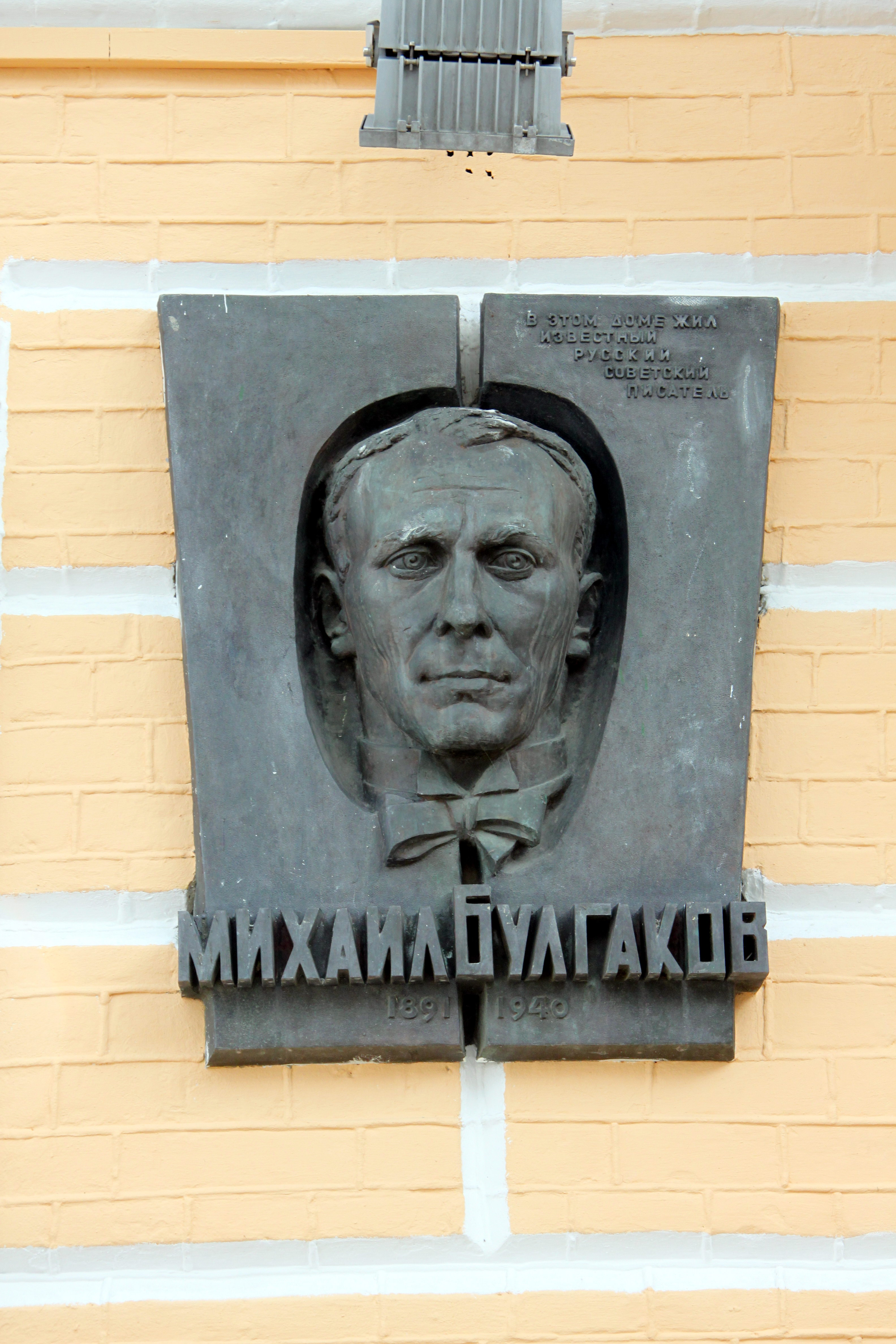
Pamětní deska Michaila Bulgakova na budově muzea, Kyjev